# Тарабићи из Кремне
Тарабићи су породица из Кремана за чије се претке из 19. вијека у популарним часописима фантастике тврди да су имали способност да предвиђају догађаје.

## Поријекло Тарабића
Тарабићи су се доселили из Херцеговине на Тару, у село Кремна. Према породичном усменом предању, Спасоје Тарабић са своја четири сина, Милошем, Савом, Лазарем и Миланом, тјерајући стоку на продају у Босну, а прелазећи преко обронака Таре, угледао је у једној долини змију са дукатом у устима. На том мјесту су затим почели да копају, да би на крају ископали ћуп пун дуката и подијелили га међу собом. Према претходном договору, тројица браће су наводно уложили новац у градњу куће на том мјесту, док четврти од њих, Милош, није хтио да учествује у томе, али је остао да живи у заједници са браћом. Према једном другом предању, он је своје дукате закопао у темеље њихове нове куће. На мјесту гдје су Тарабићи нашли злато и сазидали кућу, настао је заселак породице Тарабић, који се налази на јужним обронцима Таре, иако је дио села Кремана, које се налази на сјеверним обронцима Златибора.

## Појава Тарабића
Данас се тврди, нарочито у часописима који се баве сличном тематиком, да су у 19. вијеку поједини чланови породице Тарабића почели тврдити да имају моћ предвиђања догађаја, као и још неколико особа из тог региона. Њихов кум, писмен човјек, прота Захарије Захарић, наводно је пренио њихова пророчанства др Радовану Казимировићу, који их је објавио у књизи „Тајанствене појаве у српском народу и Креманско пророчанство“. Др Казимировић намјерно каже „Креманско“, а не „Тарабића“ пророчанство, јер није сигурно шта су од тога предвидјели Тарабићи, а шта други. Рецензент Казимировићеве књиге био је владика Николај Велимировић, 77. проглашени светац Српске православне Цркве. Предања кажу да Казимировићево Креманско пророчанство ипак није сасвим оригинално, већ да је прота Захарије оригинални рукопис дао свом пријатељу, проти Гаврилу Поповићу, који га је, затвореног у једну флашу, зазидао у темеље своје куће из турског доба у Ужицу. Ова кућа је срушена да би се на том мјесту изградио Дом ЈНА, и још увијек нема никог да оспори или потврди ову једну од многобројних легенди о Креманском пророчанству.

## Кремански камен
Камен је саставни дио мистичности и историје Кремана. Само име Кремана води поријекло од камена (кремена). У близини Кремана, на путу за Тару, подигнут је „Дом пророка“, једнособна брвнара која је била нека врста музеја. У њој је било сакупљено више експоната у вези са Кремном и Тарабићима. У брвнари, као један од најзанимљивијих експоната била је изложена тзв. „Космичка кугла“ (глатка камена лопта пречника око један метар). По предању, то је један примјерак од више милиона таквог камења које је некад давно засуло Земљу из свемира. Камен би наводно требало да зрачи енергијом која код људи изазива видовитост.